# Noah Edjouma
Noah Edjouma (Clamart, Francia, 4 de octubre de 2005) es un futbolista francés que juega de delantero en el Toulouse F. C. de la Ligue 1.

## Trayectoria
Nacido en Clamart, en Altos del Sena, empezó a jugar al fútbol en el Lavaur en 2010. En 2012, fichó por el Toulouse Fontaines, y un año después por el Toulouse F. C. Con el equipo sub-17 del Toulouse, fue campeón nacional en 2022.
En marzo de 2023, a sus 17 años, firmó su primer contrato profesional en el Toulouse, por tres años con opción a un cuarto. Debutó el 7 de enero de 2024 en los octavos de final de la Copa de Francia, en la que su club era el campeón. En el partido contra el Chambéry SF, entró en el minuto 82 como suplente en la victoria por 3-0; poco después de entrar en el partido disparó al larguero y Thijs Dallinga marcó de rebote. Dos semanas más tarde, en la siguiente ronda, en el campo del F. C. Rouen de la Championnat National, entró a falta de tres minutos para el final del partido (3-3) y marcó su intento en la tanda de penaltis, aunque su equipo perdió 12-11.
El 9 de febrero de 2025 debutó en la Ligue 1 con el Toulouse en un empate a 2-2 en el campo del A. J. Auxerre, marcando el último gol del partido.

## Selección nacional
En noviembre de 2022 fue convocado por la selección sub-18 de Francia para dos partidos amistosos contra Italia en el INF Clairefontaine. Fue suplente en ambos y marcó en el último, un 3-0 el 20 de noviembre.
Fue convocado por primera vez para la selección sub-20 por el seleccionador Bernard Diomède en septiembre de 2022, como sustituto de última hora por lesión para dos partidos de preparación contra Suiza.

## Vida personal
Nació en Francia, de padre camerunés y madre marroquí. Su hermano mayor, Malcom (nacido en 1996), también es futbolista. Centrocampista, representó a varios clubes franceses y al Fotbal Club FCSB de Rumanía.

## Estadísticas

### Clubes
Actualizado al último partido disputado el 27 de abril de 2025.
| Club                      | Div.          | Temporada     | Liga  | Liga  | Liga   | Copas nacionales | Copas nacionales | Copas nacionales | Copas internacionales | Copas internacionales | Copas internacionales | Total | Total | Total  |
| Club                      | Div.          | Temporada     | Part. | Goles | Asist. | Part.            | Goles            | Asist.           | Part.                 | Goles                 | Asist.                | Part. | Goles | Asist. |
| ------------------------- | ------------- | ------------- | ----- | ----- | ------ | ---------------- | ---------------- | ---------------- | --------------------- | --------------------- | --------------------- | ----- | ----- | ------ |
| Toulouse F. C. II Francia | 4.ª           | 2023-24       | 21    | 3     | 0      | —                | —                | —                | —                     | —                     | —                     | 21    | 3     | 0      |
| Toulouse F. C. II Francia | 5.ª           | 2024-25       | 6     | 4     | 0      | —                | —                | —                | —                     | —                     | —                     | 6     | 4     | 0      |
| Toulouse F. C. II Francia | Total club    | Total club    | 27    | 7     | 0      | 0                | 0                | 0                | 0                     | 0                     | 0                     | 27    | 7     | 0      |
| Toulouse F. C. Francia    | 1.ª           | 2023-24       | 0     | 0     | 0      | 2                | 0                | 0                | —                     | —                     | —                     | 2     | 0     | 0      |
| Toulouse F. C. Francia    | 1.ª           | 2024-25       | 10    | 2     | 0      | 1                | 0                | 0                | —                     | —                     | —                     | 11    | 2     | 0      |
| Toulouse F. C. Francia    | Total club    | Total club    | 10    | 2     | 0      | 3                | 0                | 0                | 0                     | 0                     | 0                     | 13    | 2     | 0      |
| Total carrera             | Total carrera | Total carrera | 37    | 9     | 0      | 3                | 0                | 0                | 0                     | 0                     | 0                     | 40    | 9     | 0      |